# Portland Art Museum

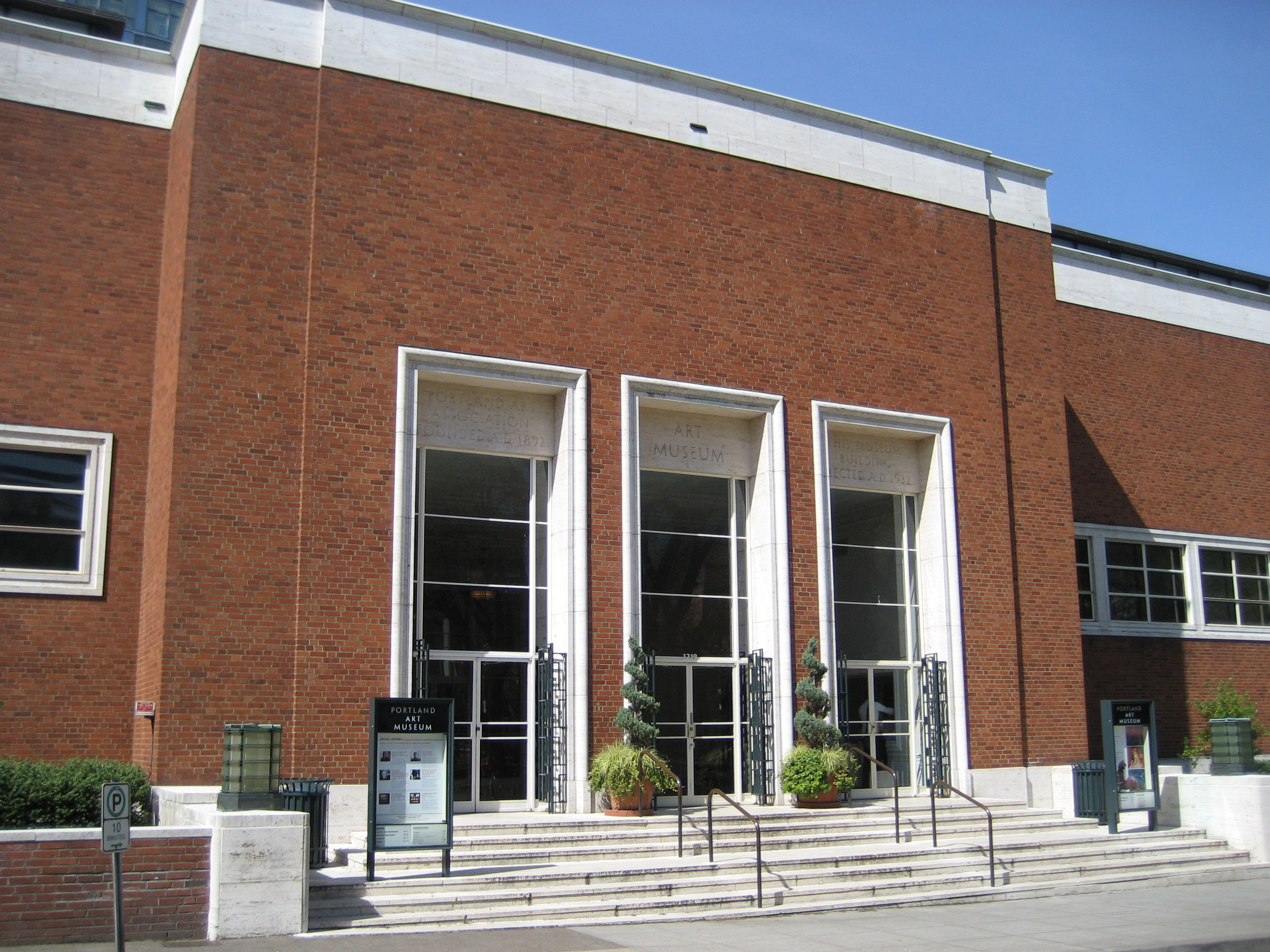
Der Haupteingang des Museums

Das Portland Art Museum ist ein Kunstmuseum in Portland (Oregon). Das 1892 gegründete Museum ist das älteste seiner Art an der Westküste der USA und das siebtälteste des ganzen Landes. Mit 22.000 m² Ausstellungsfläche gehört es zu den 25 größten des Landes. Es besitzt über 42.000 Objekte.